# Bahnstrecke Chagny–Dole-Ville
| Dole-Ville, Bahnhof; 2008 |                          |                                                            |                                                          |
| Streckennummer (SNCF): | 865 000                  |                                                            |                                                          |
| Streckenlänge: | 81,8 km                  |                                                            |                                                          |
| Spurweite: | 1435 mm (Normalspur)     |                                                            |                                                          |
| Stromsystem: | 1500 V = 25 kV – 50 Hz ~ |                                                            |                                                          |
| Maximale Neigung: | 10 ‰                     |                                                            |                                                          |
| Zweigleisigkeit: | ja                       |                                                            |                                                          |
| |                          |                                                            |                                                          |
| \| \| \| Bahnstrecke Paris–Marseille von Marseille-St-Charles \| \| \| \| 366,2 0,0 \| Chagny (Keilbahnhof) \| 215 m \| \| \| 0,9 \| Dheune \| Dheune \| \| \| 1,4 \| Bahnstrecke Nevers–Chagny von/nach Nevers \| Bahnstrecke Nevers–Chagny von/nach Nevers \| \| \| ~2,1 \| D 906 (ehem. N 6) \| D 906 (ehem. N 6) \| \| \| 3,4 \| Bahnstrecke Paris–Marseille nach Paris-Gare-de-Lyon \| Bahnstrecke Paris–Marseille nach Paris-Gare-de-Lyon \| \| \| 5,3 \| Dheune \| (6 m) \| \| \| 5,7 \| Chaudenay \| 204 m \| \| \| 6,0 \| Petite Dheune \| (8 m) \| \| \| 8,1 \| A 6 \| A 6 \| \| \| 9,5 \| Demigny \| 213 m \| \| \| \| Bahnstrecke Beaune–Saint-Loup-de-la-Salle von Beaune \| \| \| \| 14,9 \| Saint-Loup-de-la-Salle \| 192 m \| \| \| 21,8 \| Bahnstrecke Seurre–Chalon-sur-Saône von Chalon-sur-Saône \| Bahnstrecke Seurre–Chalon-sur-Saône von Chalon-sur-Saône \| \| \| 22,4 \| Allerey \| 184 m \| \| \| 22,6 \| Bahnstrecke Seurre–Chalon-sur-Saône nach Seurre \| Bahnstrecke Seurre–Chalon-sur-Saône nach Seurre \| \| \| 24,7 \| Saône (213 m) \| Saône (213 m) \| \| \| 27,2 \| Verdun-sur-le-Doubs \| 180 m \| \| \| ~27,8 \| D 970 (ehem. N 470) \| D 970 (ehem. N 470) \| \| \| ~30,2 \| D 673 (ehem. N 83b) \| D 673 (ehem. N 83b) \| \| \| \| Beginn Entwidmung \| \| \| \| 34,4 \| Toutenant \| 190 m \| \| \| \| \| \| \| \| 37,8 \| Saint-Bonnet (Turmbf) u. Bahnstrecke Dijon–St-Amour \| 188 m \| \| \| \| \| \| \| \| 38,2 \| Beginn Entwidmung \| Beginn Entwidmung \| \| \| 45,8 \| Pierre-de-Bresse \| 202 m \| \| \| \| Chemins de fer vicinaux du Jura nach Lons-le-Saunier \| \| \| \| 49,7 \| Authumes \| 212 m \| \| \| 54,7 \| Neublans-Petit-Noir \| 210 m \| \| \| \| Bahnstrecke Chaugey–Lons-le-Saunier von Lons-le-Saunier \| \| \| \| 64,1 \| Chaussin \| 191 m \| \| \| ~64,2 \| D 468 (ehem. N 468) \| D 468 (ehem. N 468) \| \| \| \| Bahnstrecke Chaugey–Lons-le-Saunier nach Chaugey \| \| \| \| 69,4 \| Doubs (122 m) \| Doubs (122 m) \| \| \| 71,9 \| Trassierung entfernt \| Trassierung entfernt \| \| \| \| Aéroport de Dole-Tavaux (heute: Flughafen Dole-Jura; LFGJ) \| \| \| \| 71,9 \| Trassierung entfernt \| Trassierung entfernt \| \| \| 72,3 \| Tavaux \| 195 m \| \| \| ~72,3 \| D 973e (ehem. N 73) \| D 973e (ehem. N 73) \| \| \| 72,4 \| Usine Solvay de Tavaux \| Usine Solvay de Tavaux \| \| \| 72,5 \| Ende Entwidmung \| Ende Entwidmung \| \| \| 73,6 \| Usine Solvay de Tavaux \| Usine Solvay de Tavaux \| \| \| 73,5 \| Les Charmes d’Amont \| Les Charmes d’Amont \| \| \| 74,9 \| Canal du Rhône au Rhin (10 m) \| Canal du Rhône au Rhin (10 m) \| \| \| 73,6 \| Usine Ste Marie \| Usine Ste Marie \| \| \| ~76,5 \| A 39 \| A 39 \| \| \| 77,2 \| Foucherans \| 215 m \| \| \| 80,2 358,9 \| Bahnstrecke Dijon–Vallorbe von Dijon-Ville \| Bahnstrecke Dijon–Vallorbe von Dijon-Ville \| \| \| ~359,3 \| D 405 (ehem. N 5) \| D 405 (ehem. N 5) \| \| \| 360,5 \| Dole \| 231 m \| \| \| \| Bahnstrecke Dole–Belfort nach Belfort \| \| \| \| \| Bahnstrecke Dole-Ville–Poligny nach Poligny \| \| \| \| \| Bahnstrecke Dijon–Vallorbe nach Vallorbe \| \| |                          |                                                            |                                                          |
| Strecke |                          | Bahnstrecke Paris–Marseille von Marseille-St-Charles       | Bahnstrecke Paris–Marseille von Marseille-St-Charles     |
| Bahnhof | 366,2 0,0                | Chagny (Keilbahnhof)                                       | 215 m                                                    |
| Brücke über Wasserlauf | 0,9                      | Dheune                                                     | Dheune                                                   |
| Abzweig geradeaus, nach links und von links | 1,4                      | Bahnstrecke Nevers–Chagny von/nach Nevers                  | Bahnstrecke Nevers–Chagny von/nach Nevers                |
| Strecke mit Straßenbrücke | ~2,1                     | D 906 (ehem. N 6)                                          | D 906 (ehem. N 6)                                        |
| Abzweig ehemals geradeaus und nach links | 3,4                      | Bahnstrecke Paris–Marseille nach Paris-Gare-de-Lyon        | Bahnstrecke Paris–Marseille nach Paris-Gare-de-Lyon      |
| Brücke über Wasserlauf (Strecke außer Betrieb) | 5,3                      | Dheune                                                     | (6 m)                                                    |
| Bahnhof (Strecke außer Betrieb) | 5,7                      | Chaudenay                                                  | 204 m                                                    |
| Brücke über Wasserlauf (Strecke außer Betrieb) | 6,0                      | Petite Dheune                                              | (8 m)                                                    |
| Strecke mit Straßenbrücke (Strecke außer Betrieb) | 8,1                      | A 6                                                        | A 6                                                      |
| Bahnhof (Strecke außer Betrieb) | 9,5                      | Demigny                                                    | 213 m                                                    |
| Abzweig geradeaus und von links (Strecke außer Betrieb) |                          | Bahnstrecke Beaune–Saint-Loup-de-la-Salle von Beaune       | Bahnstrecke Beaune–Saint-Loup-de-la-Salle von Beaune     |
| Bahnhof (Strecke außer Betrieb) | 14,9                     | Saint-Loup-de-la-Salle                                     | 192 m                                                    |
| Abzweig ehemals geradeaus und von rechts | 21,8                     | Bahnstrecke Seurre–Chalon-sur-Saône von Chalon-sur-Saône   | Bahnstrecke Seurre–Chalon-sur-Saône von Chalon-sur-Saône |
| ehemaliger Bahnhof | 22,4                     | Allerey                                                    | 184 m                                                    |
| Abzweig geradeaus und ehemals nach links | 22,6                     | Bahnstrecke Seurre–Chalon-sur-Saône nach Seurre            | Bahnstrecke Seurre–Chalon-sur-Saône nach Seurre          |
| Brücke über Wasserlauf | 24,7                     | Saône (213 m)                                              | Saône (213 m)                                            |
| Dienststation / Betriebs- oder Güterbahnhof | 27,2                     | Verdun-sur-le-Doubs                                        | 180 m                                                    |
| Strecke mit Straßenbrücke | ~27,8                    | D 970 (ehem. N 470)                                        | D 970 (ehem. N 470)                                      |
| Strecke mit Straßenbrücke | ~30,2                    | D 673 (ehem. N 83b)                                        | D 673 (ehem. N 83b)                                      |
| |                          | Beginn Entwidmung                                          |                                                          |
| Haltepunkt / Haltestelle (Strecke außer Betrieb) | 34,4                     | Toutenant                                                  | 190 m                                                    |
| Abzweig geradeaus, nach halblinks und nach halbrechts |                          |                                                            |                                                          |
| Abzweig quer und nach halblinks · ehemaliger Turmbahnhof geradeaus unten (Strecke geradeaus außer Betrieb) · Abzweig quer und von halbrechts | 37,8                     | Saint-Bonnet (Turmbf) u. Bahnstrecke Dijon–St-Amour        | 188 m                                                    |
| Abzweig geradeaus und von halbrechts |                          |                                                            |                                                          |
| | 38,2                     | Beginn Entwidmung                                          | Beginn Entwidmung                                        |
| Bahnhof (Strecke außer Betrieb) · U-Bahn-Kopfbahnhof Streckenanfang | 45,8                     | Pierre-de-Bresse                                           | 202 m                                                    |
| U-Bahn-Strecke quer · Kreuzung · U-Bahn-Strecke nach rechts (außer Betrieb) |                          | Chemins de fer vicinaux du Jura nach Lons-le-Saunier       | Chemins de fer vicinaux du Jura nach Lons-le-Saunier     |
| Haltepunkt / Haltestelle (Strecke außer Betrieb) | 49,7                     | Authumes                                                   | 212 m                                                    |
| Bahnhof (Strecke außer Betrieb) | 54,7                     | Neublans-Petit-Noir                                        | 210 m                                                    |
| Abzweig geradeaus und von rechts (Strecke außer Betrieb) |                          | Bahnstrecke Chaugey–Lons-le-Saunier von Lons-le-Saunier    | Bahnstrecke Chaugey–Lons-le-Saunier von Lons-le-Saunier  |
| Bahnhof (Strecke außer Betrieb) | 64,1                     | Chaussin                                                   | 191 m                                                    |
| Strecke mit Straßenbrücke (Strecke außer Betrieb) | ~64,2                    | D 468 (ehem. N 468)                                        | D 468 (ehem. N 468)                                      |
| Abzweig geradeaus und nach links (Strecke außer Betrieb) |                          | Bahnstrecke Chaugey–Lons-le-Saunier nach Chaugey           | Bahnstrecke Chaugey–Lons-le-Saunier nach Chaugey         |
| Brücke über Wasserlauf (Strecke außer Betrieb) | 69,4                     | Doubs (122 m)                                              | Doubs (122 m)                                            |
| | 71,9                     | Trassierung entfernt                                       | Trassierung entfernt                                     |
| |                          | Aéroport de Dole-Tavaux (heute: Flughafen Dole-Jura; LFGJ) |                                                          |
| | 71,9                     | Trassierung entfernt                                       | Trassierung entfernt                                     |
| Bahnhof (Strecke außer Betrieb) | 72,3                     | Tavaux                                                     | 195 m                                                    |
| Bahnübergang (Strecke außer Betrieb) | ~72,3                    | D 973e (ehem. N 73)                                        | D 973e (ehem. N 73)                                      |
| Abzweig geradeaus und nach links (Strecke außer Betrieb) | 72,4                     | Usine Solvay de Tavaux                                     | Usine Solvay de Tavaux                                   |
| | 72,5                     | Ende Entwidmung                                            | Ende Entwidmung                                          |
| Abzweig geradeaus und von links | 73,6                     | Usine Solvay de Tavaux                                     | Usine Solvay de Tavaux                                   |
| Dienststation / Betriebs- oder Güterbahnhof | 73,5                     | Les Charmes d’Amont                                        | Les Charmes d’Amont                                      |
| Brücke über Wasserlauf | 74,9                     | Canal du Rhône au Rhin (10 m)                              | Canal du Rhône au Rhin (10 m)                            |
| Abzweig geradeaus und von links | 73,6                     | Usine Ste Marie                                            | Usine Ste Marie                                          |
| Brücke | ~76,5                    | A 39                                                       | A 39                                                     |
| ehemaliger Haltepunkt / Haltestelle | 77,2                     | Foucherans                                                 | 215 m                                                    |
| Abzweig geradeaus und von links | 80,2 358,9               | Bahnstrecke Dijon–Vallorbe von Dijon-Ville                 | Bahnstrecke Dijon–Vallorbe von Dijon-Ville               |
| Brücke | ~359,3                   | D 405 (ehem. N 5)                                          | D 405 (ehem. N 5)                                        |
| Bahnhof | 360,5                    | Dole                                                       | 231 m                                                    |
| Abzweig geradeaus und nach links |                          | Bahnstrecke Dole–Belfort nach Belfort                      | Bahnstrecke Dole–Belfort nach Belfort                    |
| Abzweig geradeaus und nach rechts |                          | Bahnstrecke Dole-Ville–Poligny nach Poligny                | Bahnstrecke Dole-Ville–Poligny nach Poligny              |
| Strecke |                          | Bahnstrecke Dijon–Vallorbe nach Vallorbe                   | Bahnstrecke Dijon–Vallorbe nach Vallorbe                 |

Die Bahnstrecke Chagny–Dole-Ville ist eine 85 km lange, ehemals zweigleisige, heute größtenteils stillgelegte Eisenbahnstrecke in Frankreich. Sie ging zwischen 1871 und 1887 in zwei Schritten in Betrieb und wurde 1938 und 1954 ebenfalls in zwei Phasen für den Reiseverkehr geschlossen. Nur unmittelbar bei Dole wird auf ca. 7 km noch der Güterverkehr bedient, nachdem dort 1991 mit 25 kV ~ elektrifiziert worden ist. Anfang der 1980er Jahre wurden auf der übrigen Strecke die letzten Schienen entfernt.

## Geschichte
Auch diese Bahnstrecke gehört zu dem umfangreichen Netz, das nach dem Plan Freycinet entstanden ist, obwohl die Planung weiter zurückreicht. Die erste Initiative für den Bau ging von der Chemin de fer de Lyon à la Méditerranée (PLM) aus. Sie erhielt am 20. April 1854 die Konzession für den Bau und Betrieb der Strecke, allerdings mit dem Ausgangsbahnhof Chalon-sur-Saône. Der 18 km lange Abschnitt Chalon-sur-Saône–Allerey gehört heute zur Bahnstrecke Seurre–Chalon-sur-Saône. Nach Firmenfusion gehörte sie ab 19. Juni 1857 in das Inventar der Chemins de fer de Paris à Lyon et à la Méditerranée.

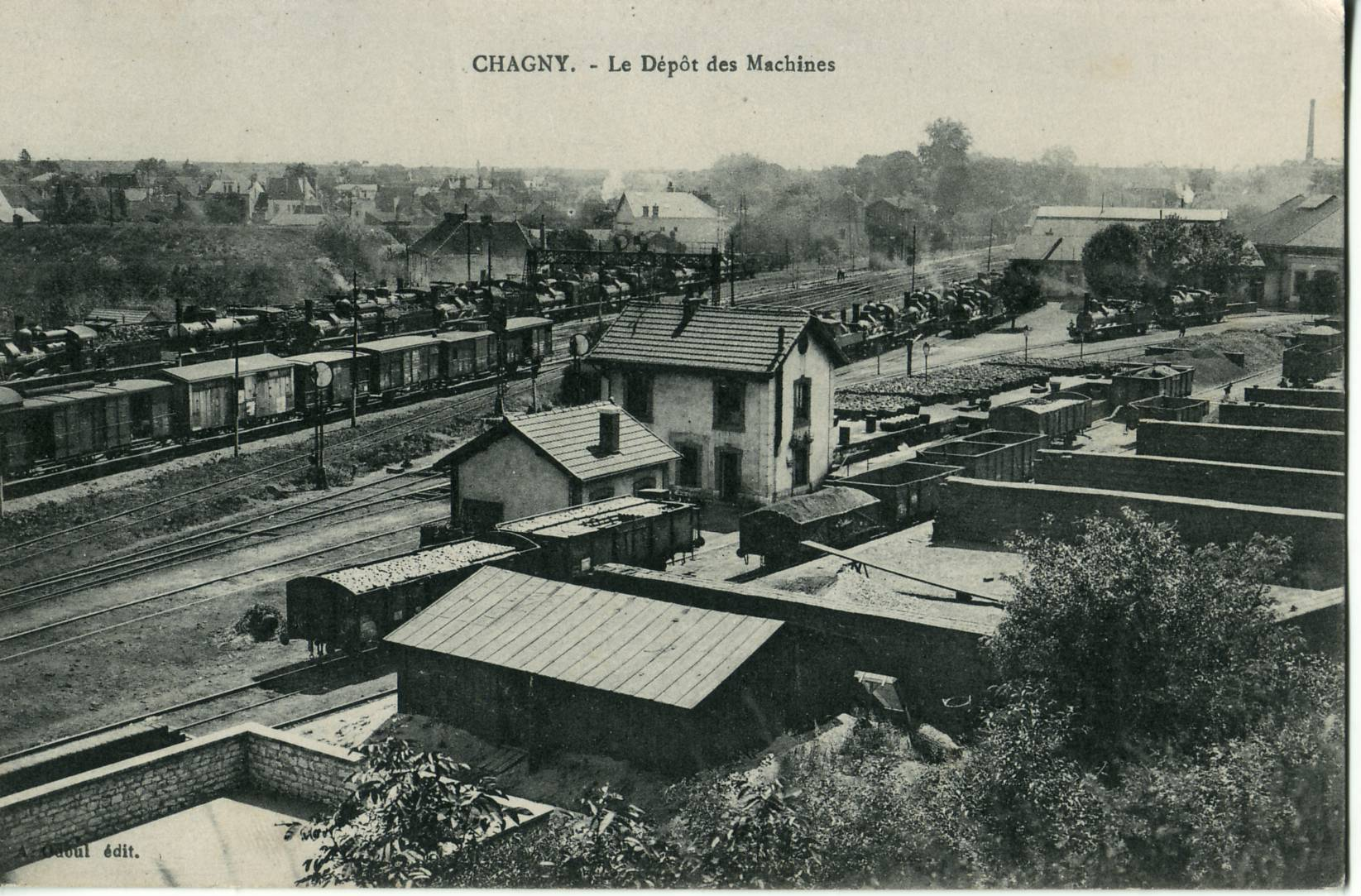
Chagny, Lokomotiv-Depot, 1916

Entsprechend gliedert sich die Strecke in zwei Teile. Gebaut wurde zunächst Chalon–Dole über Allerey, der am 2. Oktober 1871 in Betrieb ging. Am 12. Juli 1887, also über 15 Jahre später, folgte im Zuge des Freycinet-Plan als Nr. 115 Chagny–Allerey. Sie galt als Umleitungsstrecke zwischen den Achsen Dijon–Lyon und Dijon–Bourg-en-Bresse und somit als strategisch eingestuft und zweigleisig gebaut.
In Pierre-de-Bresse bestand Anschluss in der ersten Hälfte des 20. Jahrhunderts zur Meterspur-Bahn Chemins de fer vicinaux du Jura nach Lons-le-Saunier.
Dieser zuletzt in Betrieb genommene Teil war der erste, der für den Reiseverkehr wieder geschlossen wurde, nämlich bereits zwei Monate nach Verstaatlichung durch die SNCF am 1. Juli 1938. Der Güterverkehr wurde in fünf Etappen stillgelegt. Heute wird nur noch das nordöstliche Streckenende zwischen Tavaux und Dole befahren sowie der Abschnitt Allerey–Verdun, der von Chalon aus noch angeschlossen ist:
- Chagny–Allerey am 1. Juli 1951
- Verdun-sur-le-Doubs–Saint-Bonnet am 23. Mai 1954
- Neublans-Petit-Noir–Chaussin am 9. Mai 1955
- Chaussin–Tavaux am 22. Mai 1966
- Saint-Bonnet–Neublans am 5. Juli 1971

Die Entwidmung der Bahnstrecke begann mit dem Abschnitt Neublans–Tavaux am 26. Juli 1969 und der Rückbau noch im selben Jahr. Es folgte St.-Bonnet–Neublans am 26. Juli 1973 und Chagny–Allerey am 20. März 1978 und Rückbau 1981.